# Terphothrix callima
Terphothrix callima är en fjärilsart som beskrevs av George Thomas Bethune-Baker 1911. Terphothrix callima ingår i släktet Terphothrix och familjen tofsspinnare. Inga underarter finns listade i Catalogue of Life.